# Leptostylus zonatus
Leptostylus zonatus är en skalbaggsart som beskrevs av Bates 1885. Leptostylus zonatus ingår i släktet Leptostylus och familjen långhorningar.
Artens utbredningsområde är:
- Costa Rica.
- Panama.

Inga underarter finns listade i Catalogue of Life.